# Piątkowisko
Piątkowisko – wieś sołecka w Polsce, w województwie łódzkim, w powiecie pabianickim, w gminie Pabianice.
Prywatna wieś duchowna położona była w drugiej połowie XVI wieku w powiecie szadkowskim województwa sieradzkiego, własność krakowskiej kapituły katedralnej. W latach 1975–1998 miejscowość administracyjnie należała do ówczesnego województwa łódzkiego.
W miejscowości istnieje kościół pw. Matki Boskiej Częstochowskiej.
W miejscowości istnieje straż pożarna, która została założona w 1928 roku. W 1943 Niemcy wprowadzili nazwę okupacyjną Piontkowisko. 

## Pomniki przyrody
| Nazwa           | Obwód na wys. 1,3 m (cm) | Wysokość (m) | Lokalizacja | Data wpisu | Forma własności | Podstawa prawna |
| --------------- | ------------------------ | ------------ | ----------- | ---------- | --------------- | --- |
| Jesion wyniosły | 361 cm                   | 28           |             | 10.01.1990 |                 | Rozporządzenie Nr 8/90 Wojewody Łódzkiego z dnia 10 stycznia 1990 r. w sprawie uznania niektórych tworów przyrody na terenie województwa łódzkiego za pomniki przyrody i ochrony tych pomników   |
| Buk pospolity   | 275 cm                   | 17           |             | 12.11.1993 |                 | Rozporządzenie Nr 10/93 Wojewody Łódzkiego z dnia 12 listopada 1993 r. w sprawie uznania niektórych tworów przyrody na terenie województwa łódzkiego za pomniki przyrody i ochrony tych pomników |
| Klon srebrzysty | 375 cm                   | 18           |             | 12.11.1993 |                 | Rozporządzenie Nr 10/93 Wojewody Łódzkiego z dnia 12 listopada 1993 r. w sprawie uznania niektórych tworów przyrody na terenie województwa łódzkiego za pomniki przyrody i ochrony tych pomników |

Źródło: Rejestr form ochrony przyrody na stronie internetowej Regionalnej Dyrekcji Ochrony Środowiska w Łodzi (dostęp 8 lipca 2012)
Przez wieś przebiega droga powiatowa nr 04911E. 

Miejscowość włączona jest do sieci autobusowej MZK Pabianice (linia 262)
We wsi znajduje się Zespół Szkolno-Przedszkolny oraz funkcjonuje tu klub piłki nożnej LKS Orzeł Piątkowisko.
Z Piątkowiska pochodzi posłanka na sejm V kadencji Grażyna Tyszko.
Na terenie gminy znajduje się amatorski tor motocrossowy.

## Linki zewnętrzne

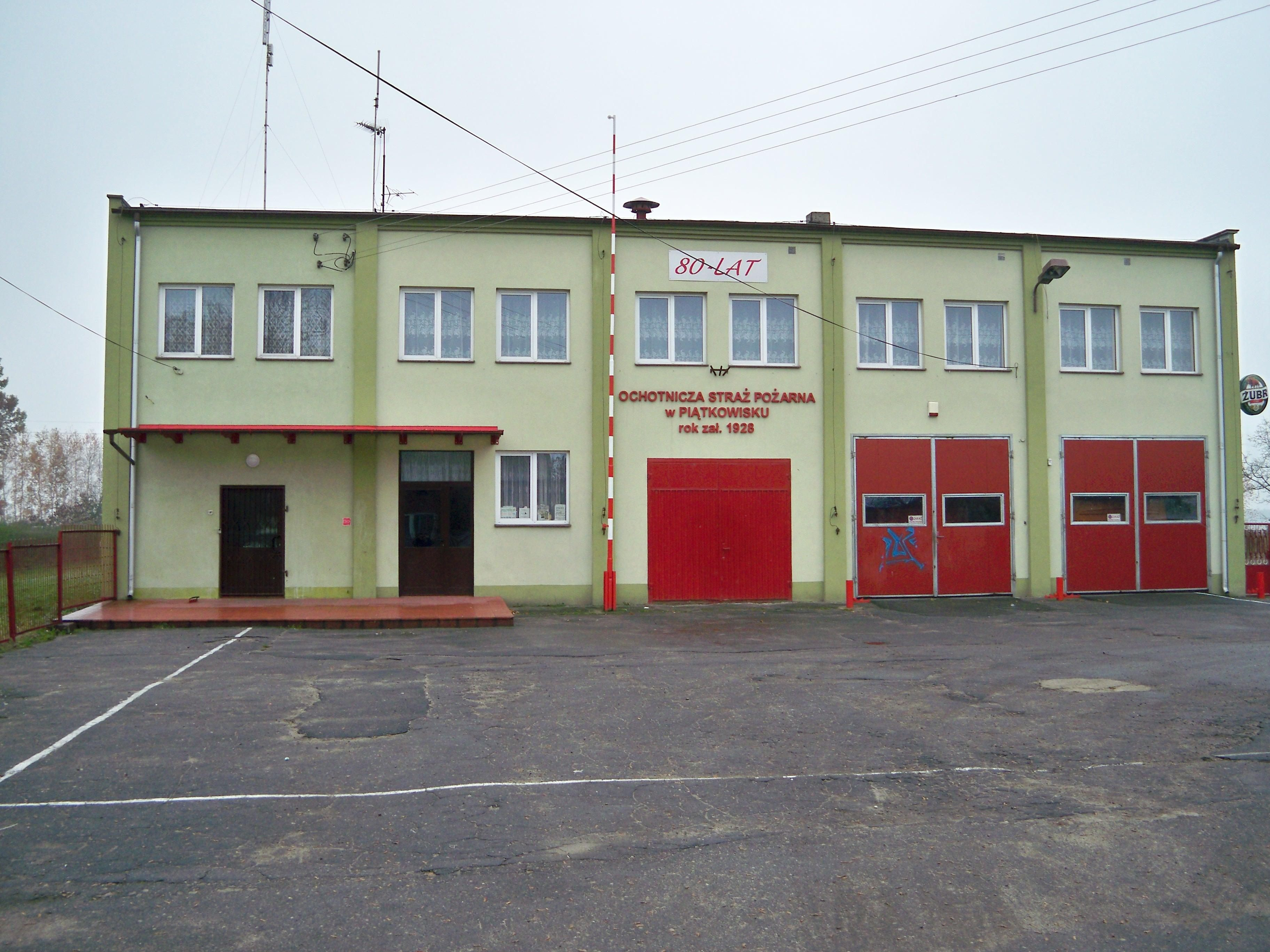
OSP w Piątkowisku